# Hilda Heine
Hilda Heine (ur. 6 kwietnia 1951 na atolu Jaluit) – polityk z Wysp Marshalla, pierwsza kobieta wybrana na prezydenta Republiki Wysp Marshalla, sprawująca swój urząd w latach 2016–2020 oraz ponownie od 2024 roku. Heine jest pierwszą kobietą, która stanęła na czele suwerennego państwa z regionu Mikronezji i pierwszą osobą z Wysp Marshalla, która uzyskała doktorat. Zanim zajęła się polityką, pracowała jako nauczycielka i doradca w Marshall Islands High School, a następnie jako działaczka na rzecz praw kobiet w swojej organizacji Women United Together Marshall Islands.
Kariera polityczna Heine rozpoczęła się, gdy została wybrana do Nitijeļi w 2011 roku i mianowana ministrem edukacji. W styczniu 2016 roku parlament wybrał ją na prezydenta dwa tygodnie po rozpoczęciu sesji po tym, jak w wyniku wotum nieufności jej poprzednik, Casten Nemra, stracił stanowisko. Jej przejście do opozycji wraz z dwoma synami, również posłami, było kluczowe dla odsunięcia Nemry od władzy. Po objęciu urzędu prezydenta Heine zaangażowała się w międzynarodową politykę dotyczącą zmian klimatycznych. Przetrwała wniosek o wotum nieufności w listopadzie 2018 roku po sporze dotyczącym wyznaczenia specjalnego statusu atolu Rongelap. Późniejsze dochodzenie wykazało, że niektórzy z jej oponentów wspierających wniosek zostali przekupieni przez inwestorów, którzy planowali zagospodarować atol.
Heine została usunięta ze stanowiska prezydenta w styczniu 2020 roku, gdy nowo wybrany parlament zagłosował na korzyść Davida Kabui. Przez kolejne lata pełniła funkcję członka zarządu East–West Center i prorektora Uniwersytetu Południowego Pacyfiku, oprócz pełnienia funkcji posłanki. Heine powróciła na stanowisko prezydenta w styczniu 2024 roku po pokonaniu Kabui w głosowaniu parlamentarnym.

## Życiorys
Hilda Cathy Heine urodziła się 6 kwietnia 1951 roku na atolu Jaluit w rodzinie pastora. Po skończeniu szkoły średniej Marshall Islands High School w Majuro, podjęła studia nauczycielskie w Stanach Zjednoczonych na University of Oregon, gdzie w 1970 roku uzyskała tytuł Bachelor’s degree oraz na University of Hawaii, gdzie w 1975 roku zdobyła tytuł Master's degree. W 2004 roku uzyskała tytuł doktora nauk pedagogicznych na Uniwersytecie Południowej Kalifornii. Heine jest pierwszą osobą z Wysp Marshalla, która uzyskała tytuł doktora.
Rodzina Heine ma bogatą historię zaangażowania w politykę i aktywizm. Jej brat Carl Heine był liderem opozycji podczas swojej kadencji w Nitijeļi, a jej kuzyn Dwight Heine był pierwszą osobą z Wysp Marshalla, która pełniła funkcję komisarza okręgowego Powierniczych Wysp Pacyfiku, a także pierwszą osobą, która wyraziła sprzeciw wobec testów nuklearnych wokół Wysp Marshalla. Jej dziadkiem był Carl Heine, urodzony w Australii misjonarz kongregacjonalistyczny, który poślubił kobietę z Wysp Marshalla i został stracony przez Japończyków podczas II wojny światowej. Jej babcią była Nenij Heine, patronka stypendium Nenij Heine przyznawanego na College of the Marshall Islands. Jej brat Clyde Heine był biznesmenem, prowadzącym przedsiębiorstwo Majuro Stevedore & Terminal Company. Heine jest żoną Thomasa Kijinera Jr., z którym ma trójkę dzieci. Ich córką jest poetka i aktywistka klimatyczna Kathy Jetn̄il-Kijiner, z kolei synowie Thomas Heine i Wilbur Heine zostali posłami i pełnili funkcje ministerialne w rządzie Wysp Marshalla.
Po ukończeniu studiów Heine pracowała jako nauczycielka w Marshall Islands High School w Majuro od 1975 do 1980 roku, a następnie jako pedagog do 1982 roku. W latach 1990–1992 była prezesem College of the Marshall Islands. Następnie pełniła funkcję sekretarza edukacji w ministerstwie edukacji od 1993 do 1995 roku. W latach 1995–2012 Heine pracowała na różnych stanowiskach w Pacific Resources for Education and Learning (PREL) na Hawajach. Została badaczką w grupie w 2001 roku, a trzy lata później awansowała na stanowisko dyrektora ds. polityki i budowania potencjału. W 2006 roku Heine została dyrektorem programowym Pacific Comprehensive Assistance Center, piastując to stanowisko do 2012 roku.
Heine była jedną z wykształconych na Zachodzie kobiet, które współtworzyły organizację kobiecą Jined Ilo Kobo i jej następczynię Women United Together Marshall Islands (WUTMI). Jako członkini WUTMI wezwała prezydenta Jurelanga Zedkaię do powołania zespołu zadaniowego ds. przemocy domowej. Była również członkiem Rady ds. Standardów i Licencjonowania Nauczycieli, Komisji ds. Edukacji w Mikronezji i Zespołu ds. Zasobów Ludzkich w Ochronie Zdrowia.

## Kariera polityczna

### Minister edukacji
Heine po raz pierwszy została członkinią marszalskiego parlamentu znanego jako Nitijeļā w wyborach powszechnych w 2011 roku, reprezentując atol Aur. Była jedyną kobietą wybraną do parlamentu w 2011 roku. W 2012 roku została ministrem edukacji w rządzie Christophera Loeaka. W 2015 roku Heine wezwała krajowe szkoły do realizacji celu wzrostu wyników testów o pięć procent w ciągu roku. Pełniąc funkcję ministra zainicjowała program Pacific Masters in Education (PACMED) między University of Hawaiʻi w Mānoa a University of the South Pacific, który został wdrożony w 2017 roku. Prowadziła zajęcia obejmujące edukację w kontekście polityki dotyczącej zmian klimatycznych.

### Wybór na prezydenta (2016)

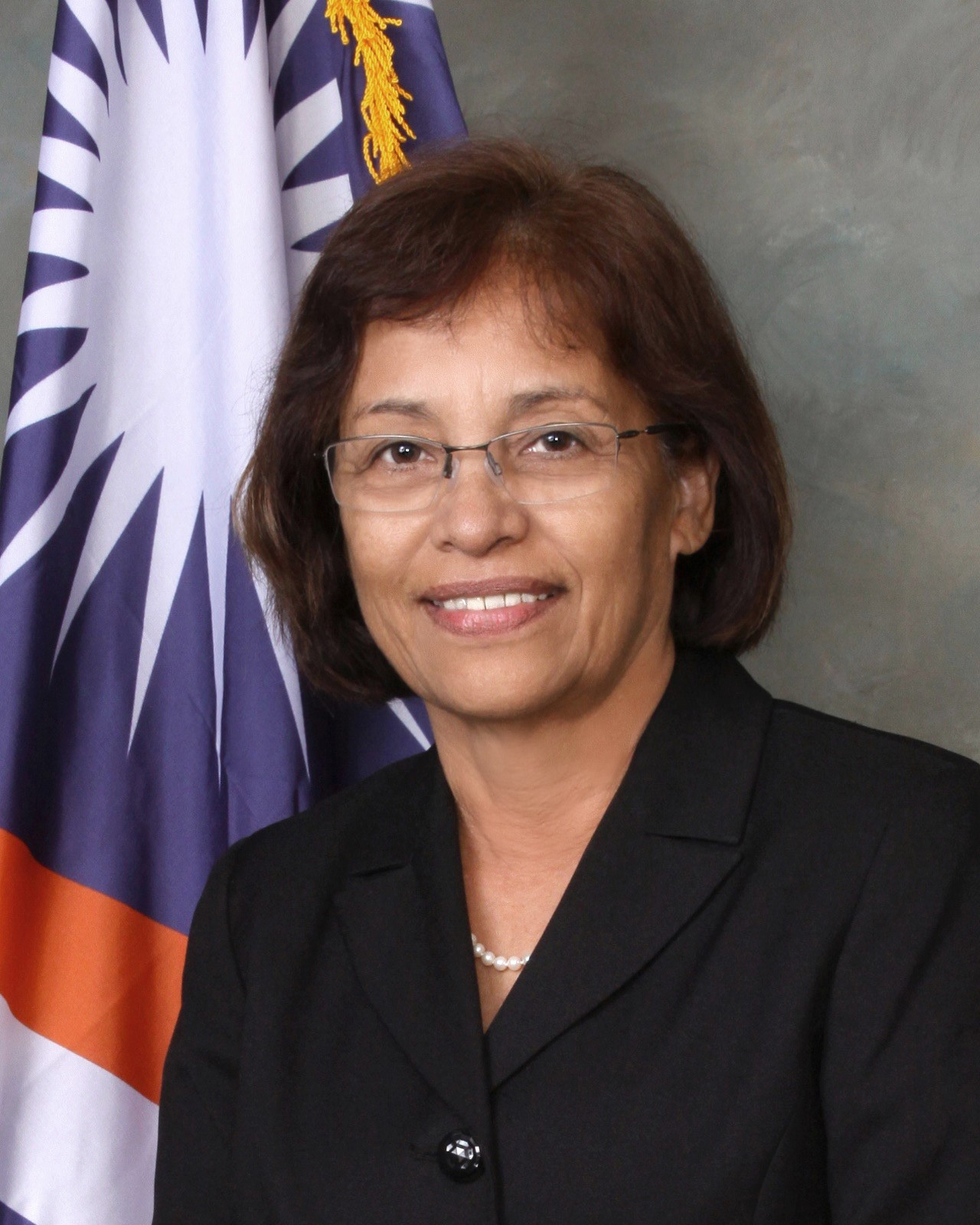
Hilda Heine w 2016 roku

Heine została ponownie wybrana na posła w wyborach powszechnych w 2015 roku jako jedna z trzech kobiet obok Daisy Alik-Momotaro i Amenty Matthew. Niedługo po wyborach Casten Nemra utworzył koalicję, aby zostać prezydentem Wysp Marshalla. 4 stycznia został wybrany przez legislaturę przewagą jednego głosu w 33-osobowym parlamencie. Po wyborze przewidywano, że nowy prezydent zachowa Hildę Heine na stanowisku ministra edukacji ze względu na jej kompetencje oraz doktorat z edukacji. Nemra zaproponował pełnienie jej tego stanowiska, ale odmówiła. Przyczyną odmowy wejścia do rządu przez Hildę Heine i jej syna Wilbura był brak nominacji dla jej drugiego syna, Thomasa Heine. Później powiedziała, że nie chce być członkinią rządu Nemry, ponieważ nowo wybrany prezydent preferował „prominentnych tradycyjnych przywódców” ponad resztę koalicji, która go wybrała. Trójka posłów z rodziny Heine odmówiła uczestnictwa w inauguracji Nemry i przeszła do opozycji, gdzie Hilda Heine została faktyczną liderką.
26 stycznia złożono wniosek o wotum nieufności, wskutek którego Nemra został usunięty ze stanowiska prezydenta. Następnego dnia parlament zebrał się ponownie, aby wybrać nowego prezydenta. Heine utworzyła własną koalicję, głównie za pośrednictwem swoich krewnych i innych osób, z którymi miała bliskie relacje. Spośród 30 członków Nitijeļi biorących udział w głosowaniu 24 głosowało na Heine, a pozostałych 6 wstrzymało się od głosu. Heine została zaprzysiężona na prezydenta Wysp Marshalla 28 stycznia 2016 roku.
Heine została pierwszą kobietą na stanowisku prezydenta Wysp Marshalla i pierwszą kobietą, która przewodziła niepodległemu państwu wyspiarskiemu Pacyfiku. Z tego powodu zyskała przydomek „matki narodu”. Sama Heine uznała później, że bycie kobietą dało jej przewagę przy wyborze na nowego prezydenta, gdyż dawało jej to wizerunek bezpieczniejszego i mniej kontrowersyjnego wyboru niż mężczyzna, jednocześnie zaznaczając, że jako pierwsza kobieta na stanowisku prezydenta znalazła się pod większą presją. Heine została jednym z nielicznych prezydentów Wysp Marshalla, który nie posiadał tytułu wodza; prezydentura była zazwyczaj kojarzona ze stanowiskiem wodza, co wspierało kandydaturę Nemry na stanowisko prezydenta republiki. Biorąc pod uwagę nagłość jej awansu, Heine uważała, że nie miała wystarczająco dużo czasu, aby przygotować się do prezydentury.

### Pierwsza prezydentura (2016–2020)

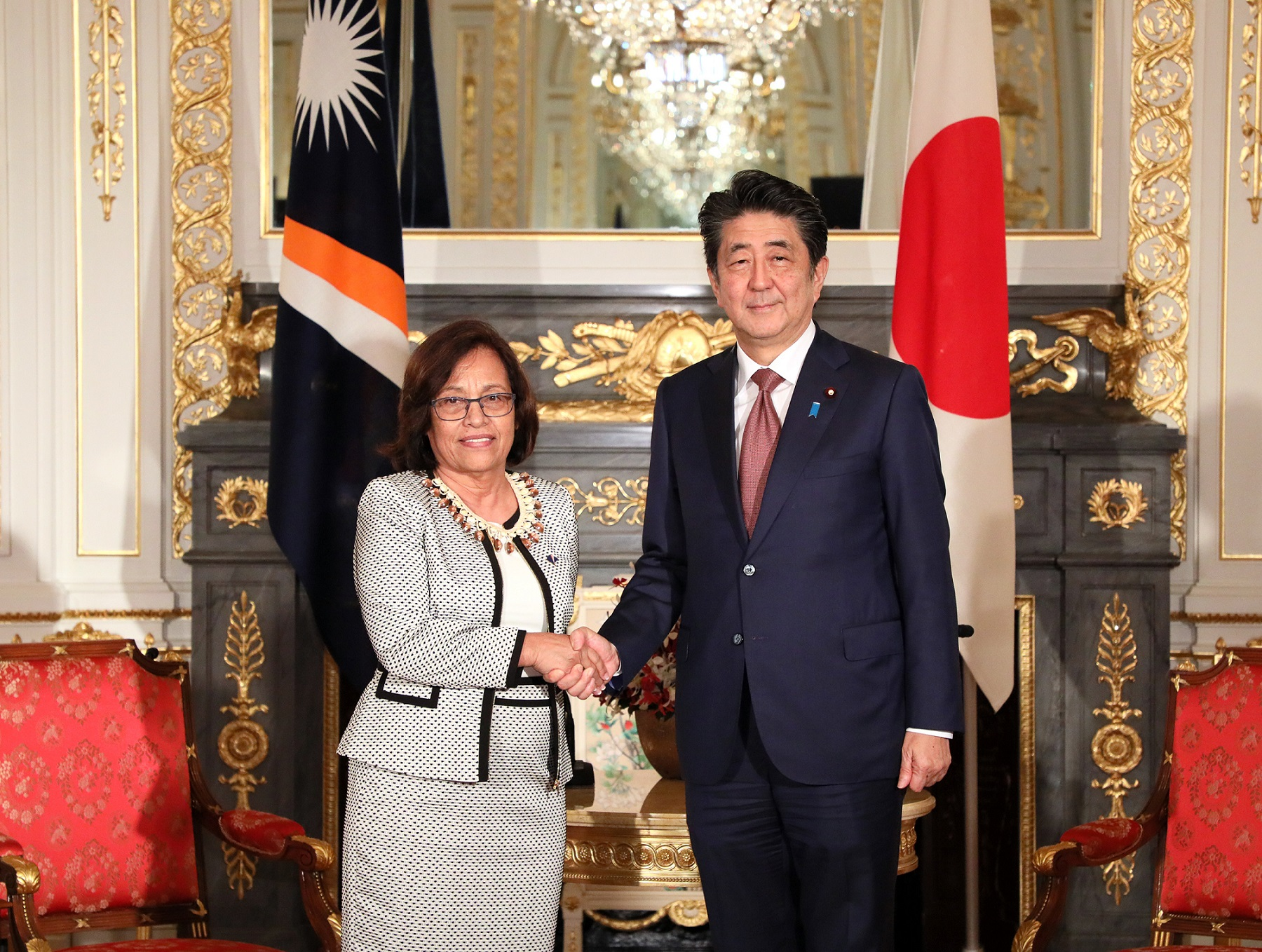
Hilda Heine i premier Japonii Shinzō Abe, 2019 rok

Podczas formowania swojego gabinetu, Heine mianowała Alfreda Alfreda Jr. ministrem zasobów i rozwoju, Mike'a Halferty'ego ministrem transportu i komunikacji, Thomasa Heine'a ministrem sprawiedliwości, Wilbura Heine'a ministrem edukacji, Kalani Kaneko ministrem zdrowia, Amentę Matthew ministrem spraw wewnętrznych, Tony'ego Mullera ministrem robót publicznych, Johna Silka ministrem spraw zagranicznych, Brensona S. Wase'a ministrem finansów oraz Mattlana Zackhrasa ministrem ds. pomocy. Jedynym członkiem gabinetu Nemry powołanym do nowego rządu został Halferty, który ustąpił z rządu Nemry na kilka dni przed jego upadkiem. David Paul, który był pierwszym wyborem Heine na ministra finansów odmówił przyjęcia stanowiska. W listopadzie 2017 roku został jednak ministrem ds. pomocy. Alfred Alfred Jr. zrezygnował w styczniu 2018 roku. Mike Halferty i Thomas Heine później zamienili się swoimi stanowiskami, a Halferty został ostatecznie odwołany przez prezydent Heine na rzecz Jacka Adinga 28 czerwca 2018 roku.
Styl rządzenia Heine charakteryzował się rozwiązywaniem konkretnych kwestii w gronie członków rządu, a nie jednostronnie przez poszczególnych ministrów. Prezydent deklarowała, że decyzje gabinetu podejmowano na podstawie danych, a nie presji społecznej. W pierwszym roku swojej prezydentury Heine przedstawiła swój program rządowy Agenda 2020: A Framework for Progress. Ze względu na brak partii politycznych w kraju, stanowiło to jednoczącą platformę dla gabinetu. Heine niechętnie wprowadzała zmiany w swoim życiu osobistym po objęciu prezydentury. Zaakceptowała fakt, że na co dzień będą jej towarzyszyć ochroniarze, a jej mąż będzie musiał robić im zakupy, ale zdecydowała się nie przeprowadzać do innego domu ani nie jeździć samochodem rządowym.
Gdy na początku 2016 roku potwierdzono pierwszy przypadek wirusa Zika na Wyspach Marshalla w ramach trwającej epidemii wirusa Zika, Heine ogłosiła krajowy stan zagrożenia zdrowia. W kwietniu 2016 roku Wyspy Marshalla zmagały się z poważną suszą, co skłoniło Heine do ogłoszenia stanu klęski żywiołowej. W 2017 roku Heine brała udział w tworzeniu Pacific Women Leaders Coalition jako środka współpracy polityczek w regionie w różnych kwestiach, w tym w zakresie równości płciowej. Wspierała utworzenie sponsorowanego przez rząd konkursu Miss Marshall Islands mającego odkrywać talenty młodych marszalskich kobiet z różnych części kraju. Prezydent uznała, że jest to droga dla kobiet do obejmowania stanowisk kierowniczych w państwie. Wdrożyła również program udzielania pożyczek dla małych przedsiębiorstw prowadzonych przez kobiety. Heine doprowadziła w 2017 roku do utworzenia Narodowej Komisji Jądrowej. Po badaniu przeprowadzonym na Wyspach Marshalla w 2017 roku, które wykazało korelację między ubóstwem a zahamowaniem wzrostu u dzieci, Heine pomyślnie zwróciła się do Banku Światowego o dofinansowanie programu rozwoju dzieci. Program uruchomiono w 2022 roku, już po zakończeniu jej pierwszej prezydentury. W maju 2018 roku Heine podpisała umowę o transporcie lotniczym z Papuą-Nową Gwineą.
W 2018 roku w parlamencie doszło do sporu dotyczącego kwestii, czy atol Rongelap powinien zostać wyznaczony jako specjalny region administracyjny. Heine sprzeciwiła się tej propozycji, uważając ją za niezgodną z konstytucją. Doprowadziło to do wotum nieufności dla rządu Heine, za co obwiniła wpływy chińskie, mając na myśli Chińską Republikę Ludową, nieuznawaną przez Wyspy Marshalla. 12 listopada 2018 roku przetrwała wniosek, którego wynik w głosowaniu wyniósł 16–16, co nie wystarczyło do uzyskania 17 głosów wymaganych do odwołania rządu. Późniejsze dochodzenie przeprowadzone przez rząd Stanów Zjednoczonych wykazało, że dwóch potencjalnych inwestorów przekupiło kilku urzędników, aby poparli wniosek. Odrzucenie go wywołało dyskusję na temat możliwej „zemsty”.
Heine pełniła funkcję kanclerza Uniwersytetu Południowego Pacyfiku (USP) od 1 lipca 2019 roku do 12 stycznia 2020 roku. W 2019 roku z sukcesem negocjowała z prezydent Republiki Chińskiej Tsai Ing-wen utworzenie funduszu Kora, w ramach którego Tajwan zobowiązał się do finansowania przedsiębiorstw prowadzonych przez kobiety na Wyspach Marshalla. Końcówka pierwszej prezydentury Heine przypadła na wybuch epidemii dengi. 6 sierpnia 2019 roku prezydent ogłosiła krajowy stan zagrożenia zdrowia. Poparła decyzję o zniesieniu głosowania obywateli przebywających za granicą w wyborach powszechnych w 2019 roku, argumentując, że bez odpowiednich struktur umożliwiłoby to ludziom manipulowanie głosami.

### Okres między prezydenturami (2020–2024)
Heine została ponownie wybrana do Nitijeļi w wyborach powszechnych w listopadzie 2019 roku, wygrywając wyścig z kontrkandydatem, Justinem Lanim 292 głosami wobec 196. Oprócz Kitlang Kabui była jedną z dwóch kobiet wybranych do legislatury w tych wyborach. Wielu sojuszników Heine nie odniosło sukcesu w kampaniach reelekcyjnych, wskutek czego prezydent utraciła większość pozwalającą utrzymać rząd. 6 stycznia 2020 roku przegrała walkę o reelekcję z Davidem Kabuą stosunkiem głosów 12 do 20. Jako opozycjonistka krytycznie oceniła sposób, w jaki Kabua poradził sobie z renegocjacjami Paktu o Wolnym Stowarzyszeniu ze Stanami Zjednoczonymi. Heine przewodziła grupie, która oskarżyła prezydenta o pośpiech w procesie i położenie zbyt małego nacisku w rozmowach na zmiany klimatu oraz historię amerykańskich testów nuklearnych na wyspach.
W maju 2021 roku amerykańska organizacja East-West Center wybrała Heine do swojej rady jako jednego z pięciu członków zagranicznych. 12 listopada 2021 roku Rada Uniwersytetu Południowego Pacyfiku wybrała ją na stanowisko prokanclerza i przewodniczącej rady na trzyletnią kadencję, rozpoczynającą się 1 stycznia 2022 roku. Przewodniczyła swojej pierwszej radzie w maju 2022 roku. Heine pełniła także funkcję doradcy na Konferencji Narodów Zjednoczonych w sprawie Zmian Klimatu w Dubaju pod koniec 2023 roku, ale zrezygnowała pierwszego dnia po pojawieniu się doniesień, że przewodniczący konferencji Sultan Al-Dżaber wykorzysta wydarzenie do zawierania umów na eksport ropy i gazu.
Gdy w sierpniu 2022 roku pandemia COVID-19 po raz pierwszy dotknęła Wyspy Marshalla, Heine zaproponowała przekształcenie autobusów szkolnych w środki transportu publicznego, aby zrównoważyć wyższe ceny taksówek, wyeliminowanie opłaty szpitalnej w wysokości 5 USD, obniżenie cen leków i zapewnienie bezpłatnego transportu morskiego między wyspami dla obywateli.

### Druga prezydentura (od 2024)

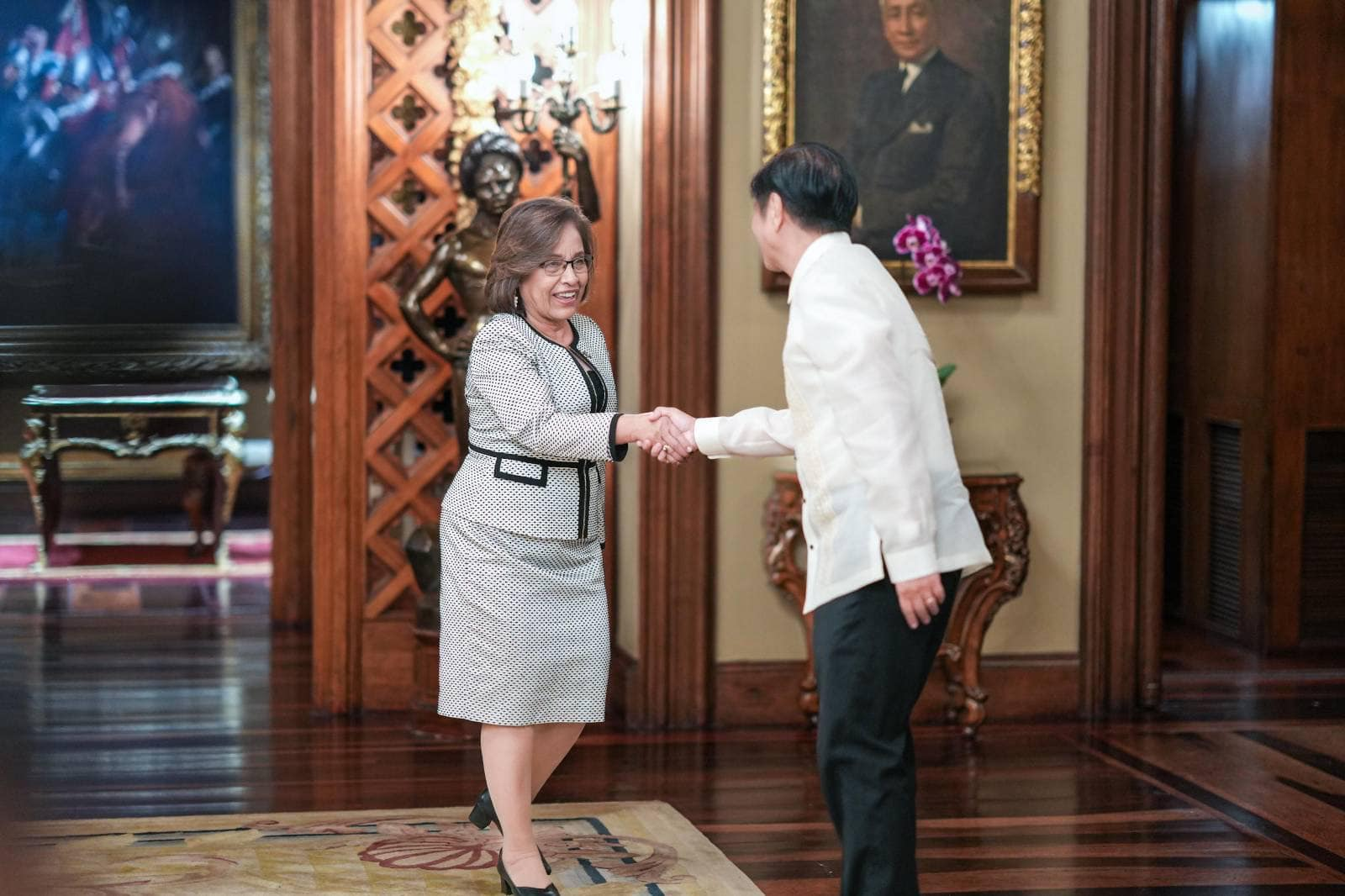
Hilda Heine i prezydent Filipin Ferdinand Marcos Jr., 2024 rok

Heine została ponownie wybrana do Nitijeļi w wyborach powszechnych w 2023 roku. 2 stycznia 2024 roku odbył się wybór na prezydenta, w którym Hilda Heine pokonała urzędującego Davida Kabuę, otrzymując 17 głosów wobec 16 posłów popierających prezydenta. Została zaprzysiężona następnego dnia. Uzyskanie mniejszej większości niż w czasie pierwszej kadencji stanowiło dla Heine wyznanie i stworzyło trudniejsze środowisko do realizacji polityki. W celu stabilizacji rządu 9 stycznia włączyła kilku zwolenników Kabui do swojego nowego gabinetu.
W swoim nowym rządzie Heine mianowała Joe Bejanga na ministra edukacji, Jessa Gaspera Jr. na ministra kultury i spraw wewnętrznych, Thomasa Heine'a na ministra robót publicznych, Kalaniego Kaneko na ministra spraw zagranicznych, Hiltona Tontona Kendalla na ministra transportu i komunikacji, Otę Kisino na ministra zdrowia, Bremity'ego Lakjohn na ministra ds. pomocy, Tony'ego Mullera na ministra zasobów naturalnych i handlu, Davida Paula na ministra finansów i Wisely'ego Zackhrasa na ministra sprawiedliwości. Ministrowie Heine, Kaneko, Muller, Muller i Paul służyli w gabinecie prezydent Heine podczas jej pierwszej kadencji. Ponadto David Anitok został wyznaczony na wysłannika prezydenta ds. sprawiedliwości nuklearnej i praw człowieka.
Po inauguracji Heine oświadczyła, że kwestia energetyki będzie jej priorytetem na drugą kadencję. Swoje rządy rozpoczęła od ogłoszenia dwóch stanów wyjątkowych. Pierwszy dotyczył ograniczonej ilości żywności i paliwa na wyspie Kili, które zostały wyczerpane po bankructwie Bikini Resettlement Trust Fund. Drugi był związany z kryzysem energetycznym w stołecznym Majuro, ponieważ Marshalls Energy Company nie była w stanie zapewnić stałego zasilania w mieście. Kontynuowała również negocjacje Wysp Marshalla ze Stanami Zjednoczonymi dotyczące Paktu Wolnego Stowarzyszenia (COFA). W ciągu kolejnych miesięcy Heine odwiedziła kilka wysp, spotykających się ze społecznościami zmagającymi się z trwałymi skutkami XX-wiecznych testów nuklearnych przeprowadzonych przez Stany Zjednoczone.

## Poglądy

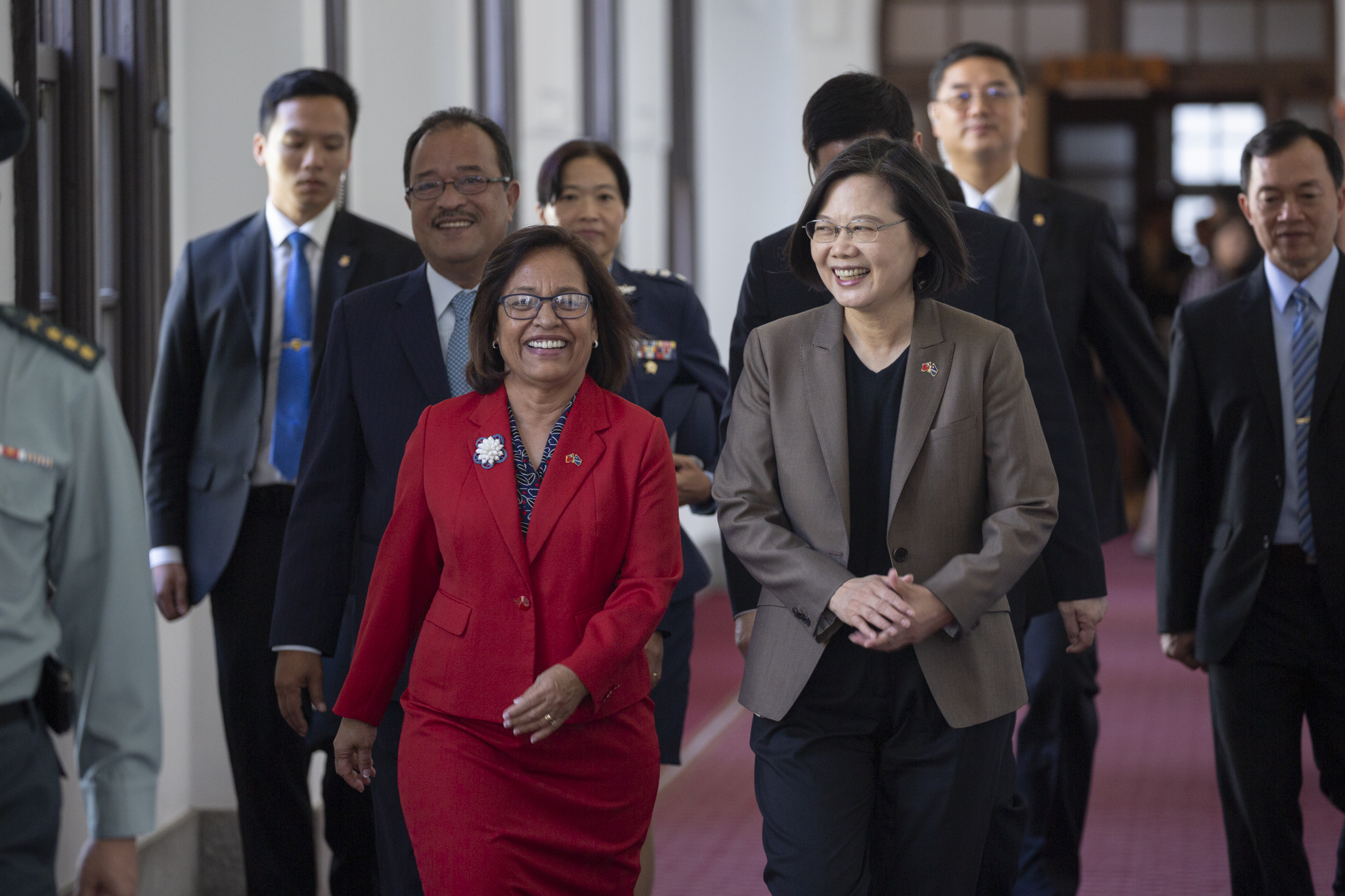
Hilda Heine i prezydent Republiki Chińskiej Tsai Ing-wen, 2019 rok

Heine jest jedną z najbardziej aktywnych postaci w międzynarodowej polityce zajmujących się zmianami klimatu i ich wpływem na małe kraje wyspiarskie, współpracując ze swoją córką Kathy Jetn̄il-Kijiner, aktywistką klimatyczną. Heine wyraziła obawy, że erozja wybrzeża stanowi zagrożenie dla bezpieczeństwa narodowego Wysp Marshalla. Odrzuca programy relokacji za granicę dla obywateli Wysp Marshalla dotkniętych zmianami klimatycznymi i krytykuje media za przekaz o „tonących wyspach Pacyfiku”. Zamiast tego popiera środki mające na celu podniesienie wysp wyżej ponad poziom morza. Heine twierdzi także, iż sprawiedliwość klimatyczna i równość płci są ze sobą powiązane. Podczas swojej pierwszej kadencji jako prezydent przedstawiła plan, aby kraj stał się neutralny pod względem emisji dwutlenku węgla do 2025 roku. Heine sprzeciwia się górnictwu morskiemu i opowiada się za ochroną środowiska morskiego. Podczas swojej pierwszej kadencji Heine wezwała do zakończenia nielegalnych połowów wokół wysp Pacyfiku do 2023 roku. W kwestii bezpieczeństwa jądrowego Heine uważa, że Stany Zjednoczone powinny ponosić odpowiedzialność za testy jądrowe przeprowadzone wokół Wysp Marshalla w latach 40. i 50. XX wieku. Sprzeciwiała się zrzucaniu do Oceanu Spokojnego radioaktywnej wody z wypadku w elektrowni jądrowej w Fukushimie. W czerwcu 2017 roku, na zaproszenie przewodniczącego Parlamentu Europejskiego Antonio Tajaniego, wystąpiła przed Parlamentem Europejskim, apelując o bardziej stanowczą walkę ze zmianami klimatycznymi, które zagrażają Wyspom Marshalla.
Na początku 2024 roku Heine wyraziła frustrację stanem relacji Wysp Marshalla ze Stanami Zjednoczonymi po opóźnieniach w amerykańskim finansowaniu COFA, mówiąc, że Stany Zjednoczone „stopniowo niszczą” swoje relacje z krajami COFA i że Wyspy Marshalla znajdują się „na rozdrożu” w swoich relacjach ze Stanami Zjednoczonymi. Opisała napięte stosunki między Chinami a Stanami Zjednoczonymi jako „naprawdę pomocne dla sprawy Wysp Marshalla”, ponieważ motywują Stany Zjednoczone do udzielania dodatkowego wsparcia krajom wysp Pacyfiku. Popiera większe włączenie Republiki Chińskiej do działań Organizacji Narodów Zjednoczonych. Heine wyraziła „solidarność z Ukrainą” w wojnie rosyjsko-ukraińskiej, opisując Ukrainę walczącą o swoje istnienie i porównując to do doświadczeń krajów wysp Pacyfiku. W odpowiedzi na wysokie ceny podróży do i z Mikronezji Heine zasugerowała, aby przywódcy w regionie „rozbili monopol United Airlines”.
Heine uważa przemoc wobec kobiet za jeden z najpilniejszych problemów na Wyspach Marshalla i opowiada się za stworzeniem bezpiecznych domów, w których ofiary przemocy mogłyby pozostać. Popiera zwiększenie finansowania dla szkół, w tym wyższe pensje nauczycieli i wsparcie dla szkół prywatnych. Inne kwestie, które, jak stwierdziła, są priorytetami w czasie jej drugiej kadencji, to poprawa infrastruktury energetycznej, rozszerzenie usług zdrowotnych, wdrożenie odsalania w celu poprawy zaopatrzenia w wodę, podniesienie płacy minimalnej, ochrona równości kobiet w miejscu pracy, rozbudowa przemysłu rybnego i promowanie przejrzystości rządu. Heine popiera wdrożenie bezwarunkowego dochodu podstawowego, mówiąc, że państwo może „zrobić tylko tyle, jeśli chodzi o płace”.